# شاپرکیان جغدی دروغین
شاپرکیان جغدی دروغین (به لاتین: Thyatirinae) زیرخانواده‌ای از خانواده شاپرکها از خانوادهٔ بال‌برگشتگان هستند که حدود ۲۰۰ گونه توصیف شده‌است. تا همین اواخر، اکثر طبقه‌بندی‌ها این گروه را به عنوان یک خانواده جداگانه به نام Thyatiridae در نظر می‌گرفتند.